# Sycyna
Sycyna es un pueblo ubicado en la gmina Biała Podlaska, distrito de Biała Podlaska, voivodato de Lublin, Polonia.

## Superficie
Cuenta con una superficie de 5,510 kilómetros cuadrados.

## Demografía
Hasta 2011 la población era de 143 habitantes, con una densidad de población de 25,95 habitantes por kilómetro cuadrado. Estaba conformada por 81 hombres (56,6%) y 62 mujeres (43,4%), según el censo de la Oficina Central de Estadística.